# Aavanlampi
Aavanlampi är en sjö i Finland. Den ligger i kommunen Salla i landskapet Lappland, i den norra delen av landet, 700 km norr om huvudstaden Helsingfors. Aavanlampi ligger 282,2 meter över havet. Arean är 23 hektar och strandlinjen är 3,47 kilometer lång. Sjön  ingår i Koundaälvens huvudavrinningsområde. 